# Katafanga
Katafanga (auch: Katafaga, Katofanga) ist eine kleine, unbewohnte Insel in der tonganischen Inselgruppe Vavaʻu.

## Geographie
Katafanga ist eine kleine Insel zwischen Nuapapu, Kapa und ʻEuakafa. Sie liegt in dem Kanal zusammen mit Fonualai (W) und Sisia. Im Norden schließt sich das Kap Fangaata von Kapa an.

## Klima
Das Klima ist tropisch heiß, wird jedoch von ständig wehenden Winden gemäßigt. Ebenso wie die anderen Inseln der Vavaʻu-Gruppe wird Katafanga gelegentlich von Zyklonen heimgesucht.